# Catrapo
Catrapo em aviação é o ato de aterrissagem de forma abrupta.
Catrapo é um termo utilizado por pilotos militares da aviação embarcada, ou seja, pilotos que operam a partir de porta-aviões, para definir o treinamento de pouso e decolagem nesse tipo de embarcação; que consiste em: CAtapultagem, TRÁfego e POuso. CA-TRA-PO! Como os pousos em porta-aviões nunca são suaves, passou-se a utilizar este termo pejorativo para definir pousos duros e bruscos na aviação comercial.

## Abordagem
Aterrissagem é a fase final do voo em que a aeronave retorna em terra firme. Um catrapo ou aterrissagem forçada (não confundir com pouso forçado) ocorre quando o veículo impacta o solo com uma maior velocidade e força vertical do que em um pouso normal. A velocidade média vertical da nave é de 2 metros por segundo. Qualquer coisa acima é classificado como "hard" (duro). Geralmente o catrapo é causado por condições meteorológicas, problemas mecânicos, o excesso de peso nas aeronaves, piloto inexperiente ou em aperfeiçoamento. O termo catrapo normalmente implica que o piloto ainda tem um controle total ou parcial sobre o veículo, em oposição a uma descida descontrolada em terrenos (um acidente), que geralmente resulta na destruição do veículo. Catrapos podem variar de gravidade, de simplesmente causando leves desconfortos aos passageiros, ou mais graves que resultam em danos sérios ao veículo, falha estrutural, e perda de vidas. Quando uma aeronave sofreu um catrapo tem que ser verificado pela busca de danos antes de seu próximo voo.